# Julia Lockwood
Julia Lockwood (* 23. August 1941 in Ringwood; † 24. März 2019 in Taunton) war eine englische Schauspielerin.

## Leben und Karriere
Julia Lockwood wurde 1941 in Ringwood als Tochter von Margaret Lockwood und Rupert Leon geboren. Ihre Mutter war eine bekannte Schauspielerin der 1930er und 1940er Jahre. Während der Kriegszeit lebte Lockwood bei ihrer Großmutter mütterlicherseits. Nach der Trennung ihrer Eltern im Jahr 1949 wohnte sie bei ihrer Mutter in Roehampton, einem Londoner Gebiet. Lockwood besuchte die „Arts Educational“ Schulen in London.
Im Jahr 1947 erhielt Lockwood ihre erste Rolle in dem Film Der kupferne Berg an der Seite ihrer Mutter. Als sie zwölf Jahre alt war, begann sie auch im Fernsehen und im Theater aufzutreten und spielte ihre erste Theaterrolle als Alice in Alice im Wunderland. Ihre bekannteste Theaterrolle spielte sie jedoch in Peter Pan.
Sie trat bis in die späten 1980er Jahre hinein in weiteren Film-, Fernseh-, Theater- und auch in Radioproduktionen auf.
In den frühen 1990er Jahren arbeitete sie als Schauspiellehrerin an den „Educational Schools“ in Chiswick, in London.
Julia Lockwood starb 2019 nach kurzer Krankheit in Taunton.

## Privatleben
1972 heiratete sie den 30 Jahre älteren britischen Schauspieler Ernest Clark (1912–1994), mit dem sie vier Kinder hatte. Außerdem hatte sie ein Kind aus einer früheren Beziehung.

## Filmografie (Auswahl)
- 1947: Der kupferne Berg
- 1947: Symbol des Glücks
- 1955: The Flying Eye
- 1956: My Teenage Daughter
- 1959: Die liebestolle Familie
- 1960: Ist ja irre – 41 Grad Liebe